# Fandi Ahmad
Fandi Ahmad (* 29. Mai 1962 in Singapur) ist ein ehemaliger singapurischer Fußball-Nationalspieler. Er spielte für Vereine in Singapur, Indonesien, den Niederlanden und Malaysia. Später trainierte er Mannschaften in Singapur und Indonesien.

## Leben
Fandi Ahmad wurde 1962 als Sohn von Ahmad Wartam und Semiah Ismail geboren. Der Vater arbeitete im Woodbridge Hospital und war in den 1960er Jahren Torhüter. Die Eltern ließen sich scheiden, als Fandi Ahmad 12 Jahre alt war. Fandi Ahmad ging auf die Yio Chu Kang Primary School. Er begann, wie sein Vater, als Torhüter, wechselte aber bald auf Empfehlungen seines Lehrers in eine Mittelfeldposition. Während des Besuchs der Serangoon Gardens Secondary School spielte er beim Kaki Bukit Constituency Sports Club. Bei der zweiten Bewerbung für das Milo-Fußballprogramm für junge, talentierte Fußballspieler wurde er schließlich angenommen.
Mit 15 Jahren war er Spieler für das malaysische Team von Singapur. Im Jahr 1981 wurde Fandi Ahmad vom Fußballverband von Singapur zum Fußballer des Jahres gekürt. 1982 erhielt er ein Angebot vom indonesischen Club Niac Mitra, das er annahm. 1983 bekam er schließlich einen Vertrag von FC Groningen angeboten. 1984 wurde er von Groningen-Fans zum bedeutendsten Spieler gewählt. Sein größter Erfolg mit dem FC Groningen war der Gewinn des UEFA-Pokals.
Im Jahr 1985 verließ Ahmad Groningen und unterschrieb einen Zwei-Jahres-Vertrag bei dem City Hall Sports Club of Kuala Lumpur. 1990 unterschrieb er einen Vertrag mit OFI Kreta, 1993 ging er zum Fußballverband von Singapur. Seine Karriere beendete er 1997 beim Singapore Armed Forces FC (heute Warriors FC).
Schon 1993 gründete er die Firma Fandi Ahmad International. Drei Jahre später unterschrieb er einen Vertrag mit Royal Sporting House, eine Kette für Sportartikel. Außerdem moderierte er die Fernsehserie Meniti Pelangi für wohltätige Zwecke und brachte ein Musikalbum heraus, das sich über 10.000 Mal verkaufte.
Nach seinem Karriereende als Fußballspieler wurde er 1999 Trainer des Singapore Armed Forces FC. Im Jahr 2000 wurde er zum Trainer des Jahres gewählt. 2003 wurde er zum Co-Trainer der Nationalmannschaft. Von 2006 bis 2010 war er Cheftrainer des indonesischen Fußballclubs Pelita Jaya. 2011 gründete er die Fandi Ahmad Academy für junge Fußballspieler. Außerdem veröffentlichte er das Buch Optimal Fitness: For Junior Champions Age 7-17. Dies schrieb er zusammen mit Rano Izhar Rahmat.
Mit 55 Toren in 101 Spielen ist er bester Torschütze der singapurischen Nationalmannschaft.
Mit seiner Frau Wendy Jacobs hat er fünf Kinder. Drei davon sind nun auch professionelle Fußballspieler und spielen für das Nationalteam Singapurs.